# Вільямстаун (Пенсільванія)
Вільямстаун (англ. Williamstown) — місто (англ. borough) в США, в окрузі Дофін штату Пенсільванія. Населення — 1303 особи (2020).

## Географія
Вільямстаун розташований за координатами 40°34′51″ пн. ш. 76°37′1″ зх. д. / 40.58083° пн. ш. 76.61694° зх. д. (40.580922, -76.616956).  За даними Бюро перепису населення США в 2010 році місто мало площу 0,67 км², уся площа — суходіл.

## Демографія
Згідно з переписом 2010 року, у селищі мешкало 1387 осіб у 567 домогосподарствах у складі 366 родин. Густота населення становила 2066 осіб/км².  Було 679 помешкань (1011/км²).
Расовий склад населення:
| - 96,9 % — білих - 1,5 % — чорних або афроамериканців - 0,8 % — азіатів - 0,1 % — корінних американців |

До двох чи більше рас належало 0,7 %. Частка іспаномовних становила 0,5 % від усіх жителів.
За віковим діапазоном населення розподілялося таким чином: 24,0 % — особи молодші 18 років, 59,9 % — особи у віці 18—64 років, 16,1 % — особи у віці 65 років та старші. Медіана віку мешканця становила 38,7 року. На 100 осіб жіночої статі у селищі припадало 90,3 чоловіків;  на 100 жінок у віці від 18 років та старших — 89,6 чоловіків також старших 18 років.
Середній дохід на одне домашнє господарство  становив 56 610 доларів США (медіана — 47 313), а середній дохід на одну сім'ю — 66 754 долари (медіана — 57 604). Медіана доходів становила 44 500 доларів для чоловіків та 30 156 доларів для жінок. За межею бідності перебувало 9,0 % осіб, у тому числі 10,2 % дітей у віці до 18 років та 7,6 % осіб у віці 65 років та старших.
Цивільне працевлаштоване населення становило 555 осіб. Основні галузі зайнятості: виробництво — 22,2 %, освіта, охорона здоров'я та соціальна допомога — 15,0 %, роздрібна торгівля — 11,9 %, публічна адміністрація — 10,6 %.